# Gutskirche Welle

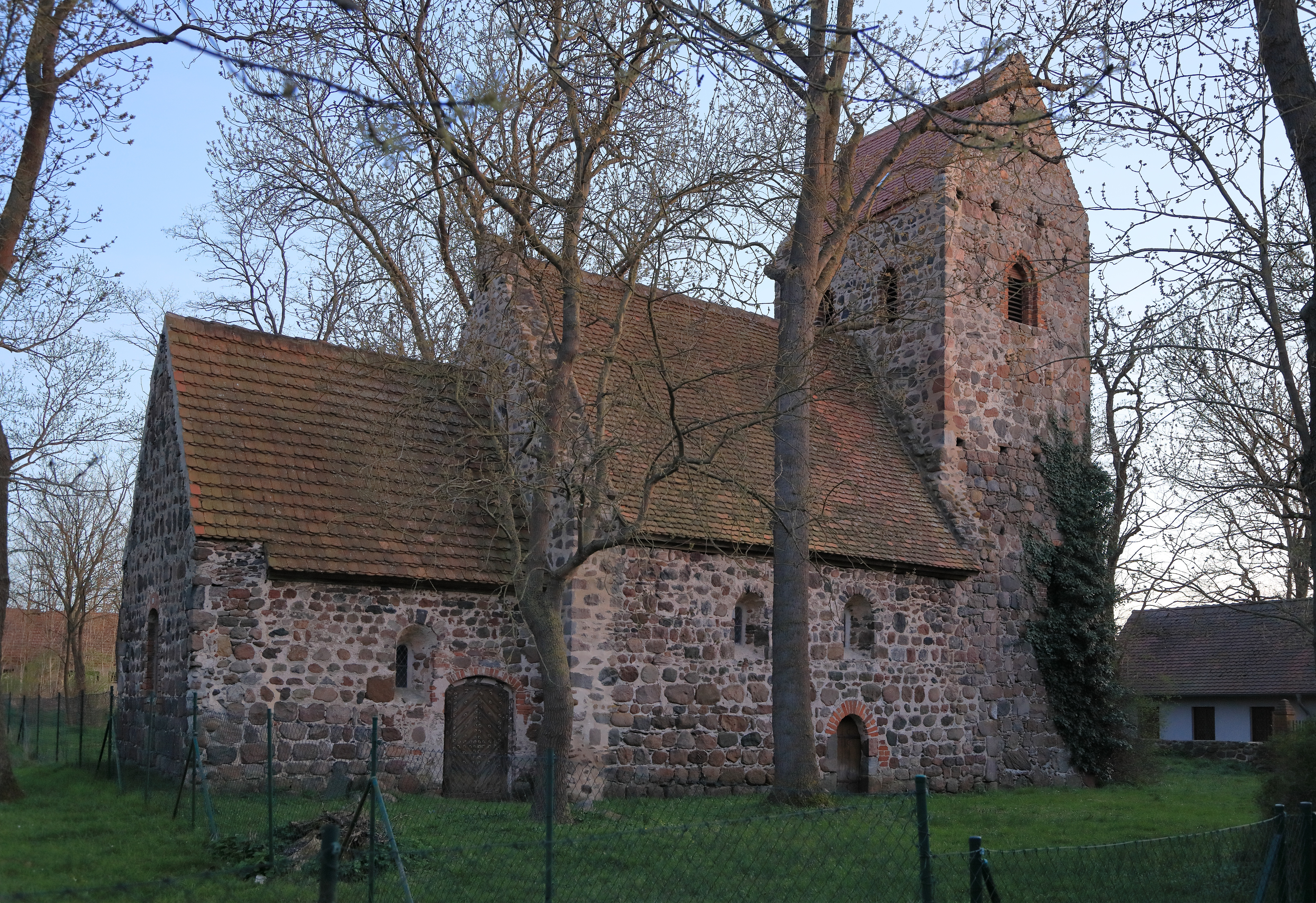
Gutskirche Welle, 2025

Die Gutskirche Welle ist eine romanische Feldsteinkirche in Welle, einem Ortsteil von Stendal in Sachsen-Anhalt.
Die sanierungsbedürftige Kirche ist in Privatbesitz und wird derzeit nicht als Kirche genutzt (Stand 2007).

## Geschichte und Architektur
Als Bauzeit der Kirche wird die zweite Hälfte des 12. Jahrhunderts angenommen. Zumindest wird sie bereits in diesem Jahrhundert auch urkundlich erwähnt. Zunächst entstand, mit sauber gearbeiteten Mauerwerk, das Schiff mit eingezogenem rechteckigen Chor. Auf der Westseite befand sich ein Portal. An dieser Seite entstand dann etwas später der quadratische, mit Satteldach versehene Turm, der durch das ehemalige Westportal mit dem Kirchenschiff verbunden wurde. Ein über dem Westportal befindliches Rundbogenfenster wurde vermauert. Über dem Erdgeschoss des Turms befindet sich eine Findlingstonne. In der Nordwand des Turms befindet sich in 6 Meter Höhe ein aus Backstein gemauerter Turmzugang, der mit einem Sperrbalken verschlossen werden konnte. Das Obergeschoss des Turms war somit nur von außen über eine Holztreppe zu erreichen. Ähnliche Zugänge befinden sich auch in der Dorfkirche Schernikau und der Dorfkirche Staffelde.
In der Nordwand des Schiffs befindet sich eine etwas spitzbogig ausgeführte Tür. Zwei kleine Rundbogenfenster mit einer Breite von nur 20 cm befinden sich über dieser Tür.
Während die Fenster an den Seitenwänden des Chors und die Pfarrtür an der Nordseite sich noch im ursprünglichen Zustand befinden, wurden die übrigen Fenster im Barock erweitert. Das Innere der Kirche ist flachgedeckt.
Die Kirche diente ursprünglich als Gutskirche des Guts Welle. Ab 1780 hatte die Familie von Bismarck, der auch das Gut gehörte, das Patronat über die Kirche inne. Im 18. Jahrhundert wurden Kanzelaltar und Herrschaftsgestühl barock verändert. Im 19. Jahrhundert wurde die Kirche restauriert. 1945 musste die Familie das Gut verlassen. Jedoch haben sich auch in der Zeit der DDR Familienmitglieder über kirchliche Verbindungen für den Erhalt der Kirche eingesetzt. Bereits ab Mitte der 1960er Jahre soll die Kirche nicht mehr genutzt und aufgegeben worden sein. Seit 1965 fehlt die Ausstattung. Im Jahre 1977 wurden die Dächer repariert, der Giebel verfestigt, die Westwand ausgefugt und die Fenster zugemauert.
In den 1980er Jahren war die Nutzung der zu diesem Zeitpunkt von der evangelischen Kirche genutzten Kirche aufgegeben worden. Nach Gerüchten sollte möglicherweise in dieser Kirche ein Silberschatz der Familie von Bismarck versteckt sein. Legenden berichteten von einem unterirdischen Gang bis nach Tangermünde. Anfang der 1980er Jahre kam es daher im Rahmen von illegalen Suchen nach Schätzen zu starkem Vandalismus in der Kirche, dem die gesamte Innenausstattung und Teile des Fußbodens zum Opfer fielen. Insbesondere der hölzerne farbige Kanzelaltar wurde bis auf geringe Reste zerschlagen. Die gemauerte Altarmensa wurde zerstört, das aus dem Barock stammende Grabmonument des Herrn von Düsedau wurde aus der Wand gebrochen, der historische Ziegelboden aufgebrochen und umgewühlt.
Der „Silberschatz“ – eine Milchkanne voller Bestecke, Kännchen und Schalen ist im Jahr 2000 bei Bauarbeiten im Gutspark gefunden und von den heutigen Eigentümern an die Familie zurückgegeben worden.
Anfang des 21. Jahrhunderts erwarben die neuen Besitzer des Guts Welle die Gutskirche von der evangelischen Landeskirche. Ein im September 2003 von 14 Mitgliedern der Familie Bismarck gegründeter Förderverein Kirche Welle e.V. übernahm die ursprünglichen Aufgaben des Patronats. Der Verein hat inzwischen (Stand 2007) 30 Mitglieder.
Nach ersten Aufräumarbeiten begann im Frühjahr 2007 mit Unterstützung des Fördervereins, der Deutschen Stiftung Denkmalschutz und der Dorferneuerung die Restaurierung des Gebäudes.